# 2008 au Rwanda
Cet article présente les faits marquants de l'année 2008 au Rwanda.

## Évènements
- Jeudi 15 mai 2008 : une Rwandaise de 91 ans a été brûlée vive par un groupe de villageois qui craignaient d'être mis en cause par la justice pour avoir décimé sa famille lors du génocide en 1994.
- Dimanche 9 novembre 2008 : arrestation en Allemagne de Rose Kabuye, responsable du protocole du président rwandais Paul Kagame; elle faisait l'objet d'un mandat d'arrêt européen émis par la France.
- Jeudi 13 novembre 2008 : Dennis Polisi, le vice-président de la Chambre des députés, accuse la justice française de « coup d'État » et de « mépris pour les Africains » après l'arrestation en Allemagne avec un mandat d'arrêt français de Rose Kabuye, la directrice du protocole présidentiel rwandais : « C'est un mépris pour les Africains, pour les pays pauvres. Comment un juge européen peut-il s'asseoir dans son bureau et faire arrêter les plus hautes autorités d'un pays ? [...] au moment où des génocidaires se prélassent en Europe sans s'inquiéter, des juges européens s'acharnent contre ceux-là mêmes qui ont arrêté le génocide »[1].
- Mercredi 19 novembre 2008 : l'Allemagne a remis Rose Kabuye à la justice française qui l'a mise en examen pour « complicité d'assassinats en relation avec une entreprise terroriste » dans le cadre de l'enquête sur l'attentat contre le président Juvénal Habyarimana en 1994, point de départ du génocide qui a fait 800 000 morts. Cette extradition donne lieu à d'importantes manifestations au Rwanda.
- Jeudi 18 décembre 2008 : le Tribunal pénal international pour le Rwanda (TPIR), siégeant à Arusha (Tanzanie), condamne à la prison à vie le colonel Théoneste Bagosora, présenté comme le « cerveau » du génocide rwandais de 1994. Il condamne aussi à 20 ans de prison, Protais Zigiranyirazo, reconnu coupable de génocide et d'extermination ; il est un beau-frère de l'ex-président Juvénal Habyarimana.
- Lundi 22 décembre 2008 : les autorités judiciaires françaises ont autorisé Rose Kabuye, mise en examen et placée sous contrôle judiciaire en France dans l'enquête sur l'attentat contre le président Habyarimana en 1994, a été autorisée à retourner au Rwanda pour les fêtes.